# Erinia
Erinia eller Rineia är en mindre ö i Grekland. Den ligger väster om Skyros i ögruppen Sporaderna och regionen Grekiska fastlandet, i den östra delen av landet, 110 km nordost om huvudstaden Aten. Arean är 0,53 kvadratkilometer.